# Alberto Inzúa
Alberto Inzúa (La Habana; 24 de septiembre de 1926 - Ciudad de México; 14 de abril de 2003) fue un actor cubano.
Se inició como actor en su Cuba natal, en un concurso radial que le permitió protagonizar dos radionovelas. Se convirtió en uno de los galanes más populares de la radio y la televisión cubana en la década de los 50's. Años más tarde se trasladó a México trabajando en el cine, la televisión y el teatro.[cita requerida] Murió repentinamente el 14 de abril de 2003 a causa de un problema digestivo en Ciudad de México a los 76 años de edad.

## Filmografía como actor
- Tu historia de amor (2003) Telenovela .... Padre Gregorio
- La otra (2002) Telenovela .... Padre Javier
- La intrusa (2001) Telenovela (como Alberto Insúa) .... Lic. Palacios
- Amigos x siempre  (2000) Telenovela .... Don Darío
- Abrázame muy fuerte (2000-2001) Telenovela .... Porfirio Moreno
- Rosalinda (1999) Telenovela .... Dr. Riverol
- ¿Qué nos pasa? (1998)
- La antorcha encendida (1996) Telenovela .... Virrey Branciforte
- Marisol (1996) Telenovela .... Rogelio Ledesma
- Prisionera de amor (1994) Telenovela .... Gastón Monasterios
- Clarisa (1993) Telenovela .... Profesor de la facultad
- María Mercedes (1992-1993) Telenovela .... Lic. Mario Portales
- Las travesuras del diablo, (1991)
- Las dos caras de la muerte, (1990)
- Rosa salvaje (1987-1988) Telenovela .... Néstor Parodi
- Ave fénix (1986) Telenovela .... Pablo
- Los años pasan (1985) Telenovela .... Sr. Tovar
- Sí, mi amor (1984-1985) Telenovela .... Spencer
- Gabriel y Gabriela (1982-1983) Telenovela .... Oficial
- Extraños caminos del amor (1981-1982) Telenovela .... Muñoz
- Nosotras las mujeres (1981) Telenovela .... Antonio
- Colorina (1980-1981) Telenovela .... Matías
- La Chicharra (1979) Serie .... Narciso Fajardo
- Parecido al amor (1979-1980) Telenovela
- Cananea (1978)
- No tienes derecho a juzgarme (1978) Telenovela .... Mauricio
- Yo no pedí vivir (1977) Telenovela
- Juan Armenta, el repatriado (1976) .... Mustio
- Dios los cría (1975)
- Lo imperdonable (1975-1976) .... Dr.Estrada
- Kalimán en el siniestro mundo de Humanón (1974)
- Ana del aire (1974) Telenovela
- La hiena (1973-1974) Telenovela .... Lic. Fermín Mendoza
- El amor tiene cara de mujer (1971-1973) Telenovela
- Lucía Sombra (1971) Telenovela .... Dueño de la mina
- Santo contra cerebro del mal (1961) .... Gerardo